# بايرون مورو
بايرون مورو (بالإنجليزية: Byron Morrow)‏ هو ممثل أمريكي، ولد في 8 سبتمبر 1911 بشيكاغو في الولايات المتحدة، وتوفي في 11 مايو 2006 في الولايات المتحدة.

## وصلات خارجية
- بايرون مورو على موقع IMDb (الإنجليزية)
- بايرون مورو على موقع أول موفي (الإنجليزية)
- بايرون مورو على موقع قاعدة بيانات الأفلام السويدية (السويدية)
- بايرون مورو على موقع قاعدة بيانات الفيلم (الإنجليزية)